# Мантила, Яри
Яри Сакари Ма́нтила (фин. Jari Sakari Mantila; 14 июля 1971, Котка) — финский двоеборец и тренер, олимпийский чемпион, чемпион мира. Участник четырёх Олимпиад.

## Карьера
Представлял лахтинский клуб «Лахден Хиихтосеура» (фин. Lahden Hiihtoseura). В Кубке мира Яри Мантила дебютировал в 1990 году на этапе в Ленинграде, где занял 47-е место. Первые очки набрал лишь два года спустя, в феврале 1992 года, став двенадцатым на домашнем этапе в Лахти.
На Олимпийских играх финский двоеборец дебютировал в 1992 году. В Альбервиле он выступал как в личном, так и в командном первенствах, но особых успехов не добился: в гонке на 15 километров он не смог финишировать (хотя и был пятым после прыжков), а в эстафете финская сборная заняла седьмое место.
В олимпийском сезоне 1993/94 Мантила впервые попал в десятку лучших общего зачёта, поднявшись на девятую позицию. Но Олимпиаде в Лиллехаммере для финнов вновь вышла не слишком удачной. В личном турнире Мантила стал 14-м, а в эстафете финны показали восьмой результат, проиграв сборной Японии более 13 минут.
В 1995 году на чемпионате мира в Канаде Мантила завоевал первую в карьере медаль, став вторым в личной гонке, проиграв только норвежцу Лундбергу. Эта медаль стала единственным личным успехом Мантилы на крупнейших турнирах, а все остальные его успехи связаны с эстафетными гонками.
В декабре 1995 года на этапе в Валь-ди-Фьемме финн впервые в карьере попал на подиум этапа Кубка мира, выиграв индивидуальную гонку по системе Гундерсена. Еще трижды попав на кубковый подиум Мантила завершил сезон на третьей строчке, проиграв только норвежцу Апеланду и японцу Огиваре. В сезоне 1996/97 выиграл первый этап в Рованиеми и занял по итогам сезона второе место, уступив только соотечественнику Самппе Лаюнену. В том же сезоне стал вице-чемпионом мира в эстафете.
На Олимпиаде в Нагано финский двоеборец занял только 27-е место в личной гонке, но зато в эстафете завоевал «серебро». Год спустя на мировом первенстве в Австрии финская команда выиграла золотые медали в эстафете. На домашнем первенстве 2001 года финская команда с Мантилой в составе стала третьей.
Последним крупным стартом в карьере Мантилы стала Олимпиада в Солт-Лейк-Сити. Тридцатилетний финн был четвёртым номером команды (после Лаюнена, Яакко Таллуса и Ханну Маннинена) и поэтому не участвовал в личных стартах, где финны завоевали три медали из шести возможных, включая оба «золота». Зато Мантила вошел в состав финской командной гонки и вместе со своими партнёрами смог завоевать золотые медали. 
Завершил спортивную карьеру в 2002 году. Позднее готовил лыжи для финских сборных по двоеборью и прыжкам с трамплина. В 2006—2012 годах работал в составе российской прыжковой сборной. Был персональным тренером прыгуна Харри Олли.
В 2017 году награждён рыцарским крестом ордена Льва Финляндии с олимпийскими кольцами